# Parco naturale Orsiera - Rocciavrè
Der  Parco naturale Orsiera - Rocciavrè ist ein Naturpark in den Cottischen Alpen der italienischen Metropolitanstadt Turin in der Region Piemont.
Der Naturpark wurde 1980 gegründet und umfasst Gebiete des Bergzuges zwischen dem unteren Susatal und dem Chisonetal. Er erstreckt sich über eine Fläche von 10.947 Hektar.
Die höchsten Gipfel des Naturparks sind
- Monte Orsiera, 2878 m
- Punta Cristalliera, 2801 m
- Punta Malanotte, 2783 m
- Monte Rocciavrè, 2778 m

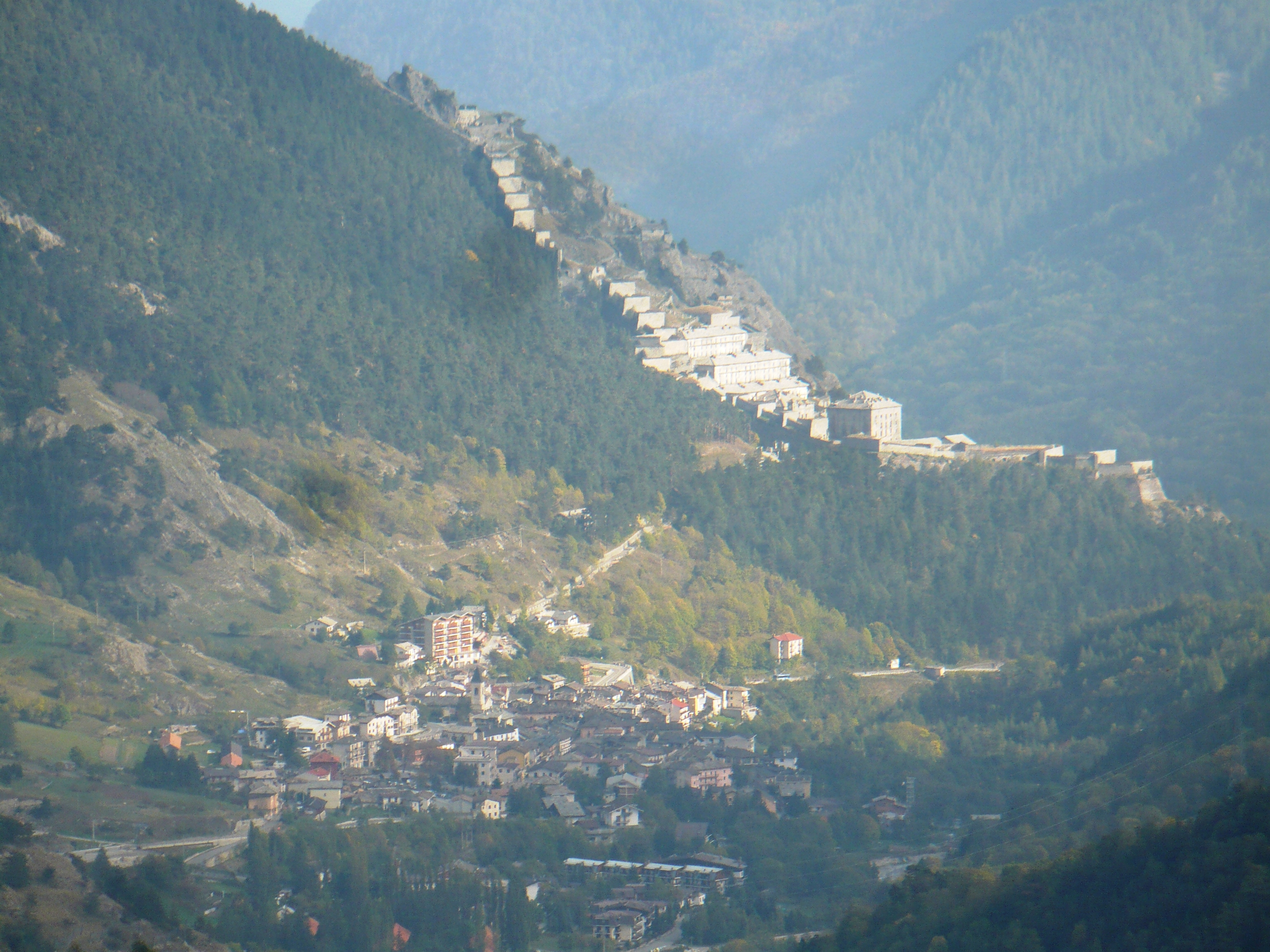
Forte Fenestrelle

In dem fast unbesiedelten Park, der ein hervorragendes Wandergebiet darstellt, befinden sich am rechten orografischen Hang des unteren Susatales die Certosa di Montebenedetto und die Certosa di Banda.
Im Chisonetal ist insbesondere die hier zwischen 1728 und 1850 errichtete Gebirgsfestung Forte di Fenestrelle bekannt. Der Komplex ist der größte seiner Art in Europa und besteht aus einer durch Treppen und Wege verbundenen Reihe von einzelnen Festungsanlagen. Die Verbindungstreppen haben insgesamt circa 4000 Stufen. Errichtet wurde die Anlage vom Festungsbaumeister Ignazio Bertola zur Abwehr einer möglichen französischen Invasion des Piemonts entlang des Val Chisone.